# Fleckenbindiger Halsbock

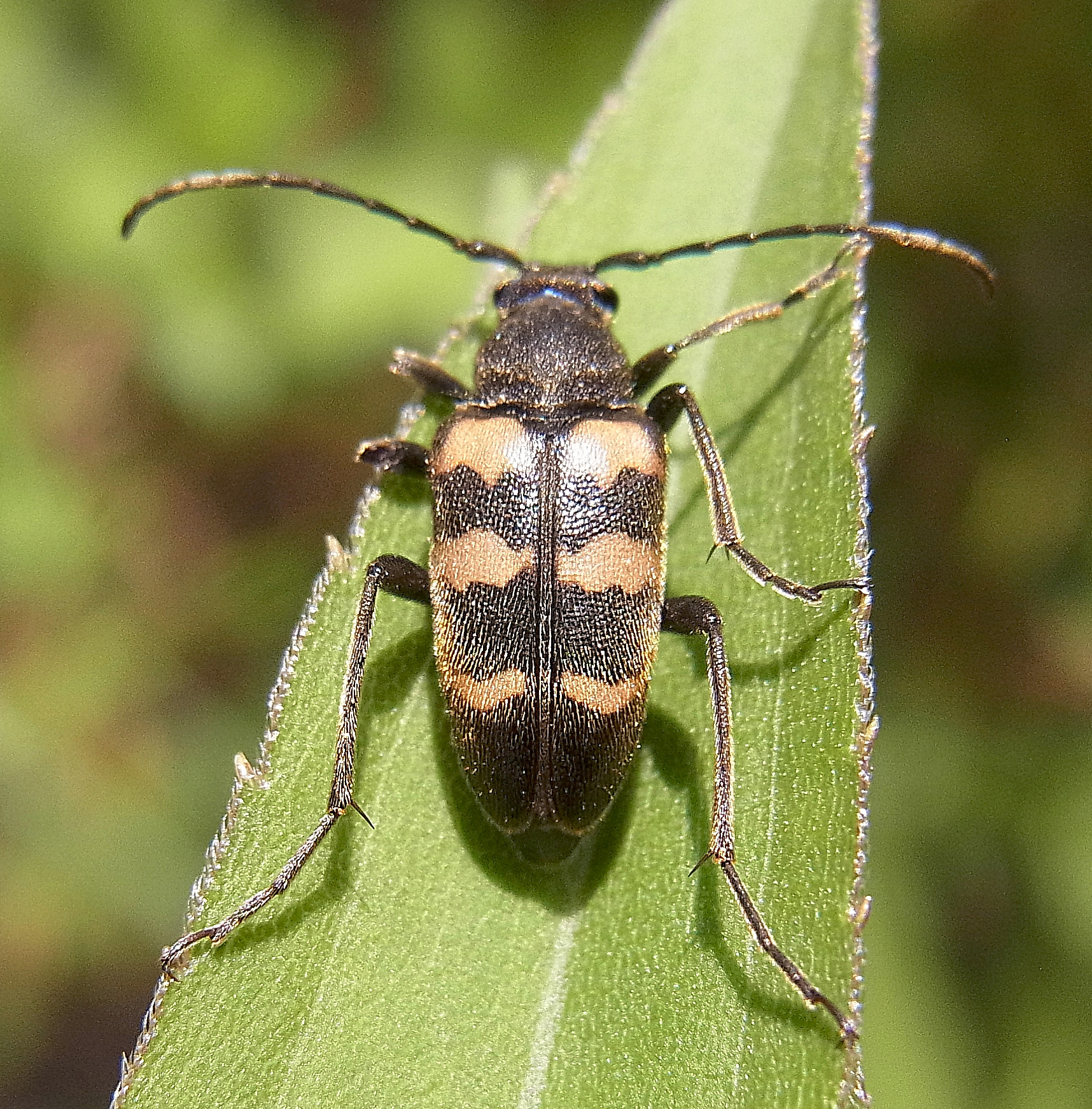
Abb. 1 Form mit ausgedehnten schwarzen Bereichen

Der Fleckenbindige Halsbock (Pachytodes erraticus) ist ein Käfer aus der Familie der Bockkäfer. Für die in Mitteleuropa seltene Art ist auch noch der Name Judolia erratica in Gebrauch. Der Käfer gleicht dem weit häufigeren Gefleckten Blütenbock.
Die Art wird in der Roten Liste gefährdeter Arten Deutschlands unter der Kategorie 0 (ausgestorben oder verschollen) geführt.

## Bemerkungen zum Namen und Systematik
Die Erstbeschreibung der Art erfolgte 1817 durch den Schweden Dalman  unter dem Namen Leptura erratica. Der  Artname "erraticus" (lat.) bedeutet umherirrend.
Der Gattungsname Pachytodes bedeutet "der Gattung Pachyta ähnlich" (altgr. ειδής eidēs, ähnlich), wobei der Name Pachyta von altgr. παχύτης pachýtes, dick abgeleitet ist. Der Name wurde von Pic 1891 gewählt, als er auf Grund der Unterscheidung "Body more or less rounded" gegenüber "Body slightly elongated" (en. Körper mehr oder weniger rundlich beziehungsweise Körper leicht länglich)  Pachytodes von der Gattung Judolia abtrennte. Diese Abtrennung wird unter Betrachtung von außereuropäischen Arten, die zwischen Judolia (s. s.) und Pachytodes stehen, nicht allgemein anerkannt.
In Europa ist die Gattung Pachytodes außer dem Fleckenbindigen Halsbock nur noch mit Pachytodes cerambyciformis vertreten.

## Merkmale des Käfers
Der Käfer erreicht eine Länge von sieben bis zwölf Millimeter. Der Körper ist schwarz, die Flügeldecken weiß-gelblich mit schwarzen Flecken und Binden. Dabei können die Binden in Flecken aufgelöst oder die Flecken zu Binden verschmolzen sein (Taxobild und Abb. 1). Das Insekt ist spärlich hell behaart, die Behaarung ist leicht abstehend und verdichtet sich vor dem Schildchen. Der Körper ist kurz, die Flügeldecken etwa doppelt so lang wie zusammen breit.
Der Kopf ist schräg geneigt. Hinter den Augen verengt er sich.  Die Wangen sind gut ausgebildet. Die Augen sind nierenförmig und deutlich vom Hinterrand des Kopfes entfernt. Die Fühler entspringen in den Ausrandungen der Augen. Sie sind elfgliedrig, fadenförmig, aber für Bockkäfer relativ kurz.
Der Halsschild ist glockenförmig und vor dem Hinterrand auf beiden Seiten tief und breit eingedrückt, aber nicht vor dem Schildchen. Im Unterschied zum Gefleckten Blütenbock sind die Flügeldecken nicht matt, sondern leicht glänzend (Bild 1 und Bild 2). Außerdem ist die Punktierung der Flügeldecken beim Fleckenbindigen Halsbock weniger dicht. Die Flügeldeckennaht ist schwarz. Außerdem besitzen die Flügeldecken drei schwarze Querbinden, von denen die vorderste meist unterbrochen ist. Die Zeichnung ist sehr variabel, die Flügeldecken können auch ganz schwarz sein.
Die fünfgliedrigen Tarsen sind scheinbar viergliedrig (pseudotetramer), da das sehr kleine vierte Tarsenglied an der Basis des gelappten dritten Tarsenglieds versteckt ist (Bild 4, grüne Linie). Im Unterschied zum Gefleckten Blütenbock ist das dritte Tarsenglied nur etwa zu einem Drittel gespalten (Bild 3 und 4, Teilungsstrich im schwarzen Balken).
| Vergleich von Pachytodes erraticus und Pachytodes cerambyciformis | Vergleich von Pachytodes erraticus und Pachytodes cerambyciformis                                                 |
| ----------------------------------------------------------------- | --- |
|                                                                   | Bild 1: P. erraticus glänzend, Punktierung: weniger grob Abstand zwischen den Punkten größer                      |
|                                                                   | Bild 2: P. cerambyciformis matt Punktierung grob Abstand zwischen den Punkten gratförmig                          |
| Bild 3: P. cerambyciformis                                        | Schwarzer Balken: Länge des 3. Tar- sengliedes mit Tiefe des Ein- schnittes Grüne Linie: Ende des 4. Tarsenglieds |
| Bild 4: P. erraticus                                              | Schwarzer Balken: Länge des 3. Tar- sengliedes mit Tiefe des Ein- schnittes Grüne Linie: Ende des 4. Tarsenglieds |

## Biologie
Die wärmeliebende Art kommt in Mitteleuropa nur in Wärmebieten vor und ist dort auf Wälder und buschige Hänge beschränkt.
Die Larve entwickelt sich in toten unterirdischen Teilen verschiedener Laubbäume (Eiche, Birke, Ahorn, Hasel und andere). Für die Entwicklung benötigt sie zwei Jahre. Der adulte Käfer erscheint von Juni bis August. Sie sind dann an trockenen Zweigen und auf verschiedener Blüten zu finden (Bärenklau, Schafgarbe, Chrysanthemen).

## Verbreitung
Das Zentrum des Verbreitungsareals der Art liegt in Süd- und Südosteuropa. Der Käfer besitzt jedoch ein weites Verbreitungsgebiet. Es liegen Fundmeldungen von Spanien bis in den nördlichen Iran vor.